# Chirotica nigriventris
Chirotica nigriventris là một loài tò vò trong họ Ichneumonidae.